# Rungia camerunensis
Espèce
Rungia camerunensis Champl.  est une espèce de plantes à fleurs de la famille des Acanthaceae selon la classification phylogénétique.  